# Warcraft
Warcraft (с англ. — «военное ремесло») — вымышленная вселенная, изначально разработанная американской компанией Blizzard Entertainment для компьютерных игр одноимённой серии. Позже она также получила развитие в настольных играх, коллекционной карточной игре, книгах, комиксах, фильмах, различной маркетинговой продукции, такой как фигурки, футболки, коврики для мыши и т. п. На ежеквартальной основе выходит журнал «World of Warcraft: The Magazine».
Как и многие другие популярные вымышленные вселенные, вселенная Warcraft обогащается за счёт неофициального творчества: комиксов, видеороликов, в том числе полнометражным фильмом «Tales of the Past» в трёх частях, сделанным на движке World of Warcraft студентом Мартином Фалком.
Сеттинг вселенной выдержан в стиле фэнтези с элементами стимпанка, европейской культуры и некоторых элементов восточной культуры. В нём представлены несколько планет-миров: Азерот, главное место действия и родной мир людей, он включает в себя такие регионы как Восточные королевства, Калимдор, Нордскол, Пандарию, Расколотые острова, Зандалар, Кул-Тирас и Драконьи острова; а также миры Аргус и Дренор, который является родным миром для орков.
История вселенной Warcraft описывает в основном противостояние между двумя противоборствующими фракциями: Альянсом и Ордой и их борьбу с демонами Пылающего Легиона, нежитью Плети, драконом Смертокрылом, Древними богами и другими силами, угрожающими Азероту.
В ноябре 2024 года вселенная отметила своё 30-летие, в связи с чем Blizzard Entertainment организовала специальные мероприятия.

## Игры из вселенной Warcraft
| 1994 | Warcraft: Orcs & Humans                           |
| 1995 | Warcraft II: Tides of Darkness                    |
| 1996 | Warcraft II: Beyond the Dark Portal               |
| 1997 |                                                   |
| 1998 |                                                   |
| 1999 | Warcraft II: Battle.net Edition                   |
| 2000 |                                                   |
| 2001 |                                                   |
| 2002 | Warcraft III: Reign of Chaos                      |
| 2003 | Warcraft III: The Frozen Throne                   |
| 2004 | World of Warcraft                                 |
| 2005 |                                                   |
| 2006 |                                                   |
| 2007 | World of Warcraft: The Burning Crusade            |
| 2008 | World of Warcraft: Wrath of the Lich King         |
| 2009 |                                                   |
| 2010 | World of Warcraft: Cataclysm                      |
| 2011 |                                                   |
| 2012 | World of Warcraft: Mists of Pandaria              |
| 2013 |                                                   |
| 2014 | Hearthstone                                       |
| 2014 | World of Warcraft: Warlords of Draenor            |
| 2015 |                                                   |
| 2016 | World of Warcraft: Legion                         |
| 2017 |                                                   |
| 2018 | World of Warcraft: Battle for Azeroth             |
| 2019 | World of Warcraft Classic                         |
| 2020 | Warcraft III: Reforged                            |
| 2020 | World of Warcraft: Shadowlands                    |
| 2021 | World of Warcraft: The Burning Crusade Classic    |
| 2022 | World of Warcraft: Wrath of the Lich King Classic |
| 2022 | World of Warcraft: Dragonflight                   |
| 2023 | Warcraft Rumble                                   |
| 2024 | World of Warcraft: Cataclysm Classic              |
| 2024 | World of Warcraft: The War Within                 |
| 2024 | Warcraft Remastered                               |
| 2024 | Warcraft II: Remastered                           |
| 2025 | World of Warcraft: Mists of Pandaria Classic      |
| TBA  | World of Warcraft: Midnight                       |
| TBA  | World of Warcraft: The Last Titan                 |

### Компьютерные игры

#### Warcraft: Orcs and Humans
Warcraft: Orcs and Humans — стратегия в реальном времени, выпущенная компанией Blizzard Entertainment в 1994 году для DOS, а позже для Mac OS.
Действие игры происходит в мире Азерот. События, воспроизведённые в игре, относятся к Первой Великой войне (или просто Великой войне) в мире Warcraft.

#### Warcraft Adventures: Lord of the Clans
Приключенческая игра во вселенной Warcraft, отменённая как не соответствующая «высокому стандарту качества игр от Blizzard».

#### Warcraft III

Warcraft III: The Frozen Throne (2003)

Warcraft III: Reign of Chaos — стратегия в реальном времени, выпущенная в июле 2002 года для платформ Windows и Mac OS.
Первая игра в серии, использующая трёхмерную графику, хотя и с ограниченными возможностями управления камерой. Одним из основных нововведений стали «герои» — уникальные юниты, накапливающие опыт, получающие новые навыки и использующие в бою артефакты.
В июле 2003 года вышло дополнение The Frozen Throne. Это дополнение можно считать «открытой» версией игры, в ней стало доступно создание карт, как похожих на стандартные, так и в корне отличающихся от них. В Reign of Chaos также возможно было изменять карты и уровень героя «без ограничений», «Дополнительно — Игровые константы».

#### World of Warcraft
World of Warcraft — массовая многопользовательская онлайн RPG, выпущенная Blizzard Entertainment в ноябре 2004 года для Windows и Macintosh. На данный момент для игры было выпущено 10 дополнений:
- The Burning Crusade, вышедшее в 2007 году. В игру были введены новые игровые расы дренеев и эльфов крови со своими стартовыми зонами, добавлен мир Запределье — остатки Дренора, родного мира орков, стали доступны игрокам летающие ездовые животные, увеличенный до 70-го лимит уровней и новая профессия — ювелирное дело[12].
- Wrath of the Lich King, вышедшее 13 ноября 2008 года. На этот раз в игру добавили первый героический класс — рыцарь смерти, новый континент Нордскол, лимит уровней был поднят до 80-го, добавлена система достижений и новая профессия — начертание, появились PvP-зоны с осадными орудиями[13].
- Cataclysm, вышедшее 7 декабря 2010 года. В нём был изменён первоначальный облик Азерота, добавлены две новые игровые расы — воргены и гоблины, введена новая вспомогательная профессия — археология, игроки смогли летать на собственных средствах перемещение в Азероте, а также поднят лимит уровней до 85-го.
- Mists of Pandaria, вышедшее 25 сентября 2012 года. В нём добавлена новая раса пандаренов, доступных для обеих фракций, добавлен новый континент Пандария, появился новый класс монах, лимит уровней поднят до 90-го.
- Warlords of Draenor, вышедшее 13 ноября 2014 года. Добавлен новый мир — Дренор из альтернативной реальности, лимит уровней поднят до 100-го.
- Legion, вышедшее 30 августа 2016 года. В игру был введён второй героический класс — охотник на демонов, максимальный уровень игрока был увеличен до 110-го. Добавлены континент Расколотые острова и мир Аргус. Также в игру были введены артефакты — оружие, уникальное для каждой классовой специализации.
- Battle for Azeroth, вышедшее 14 августа 2018 года. Дополнение посвящено полномасштабной войне между Альянсом и Ордой. Повышен максимальный уровень персонажей до 120-го, добавлены новые континенты Зандалар и Кул-Тирас, а также союзные расы — разновидности уже имеющихся игровых рас.
- Shadowlands, вышедшее 24 ноября 2020 года[14]. События дополнения разворачиваются в загробном мире World of Warcraft — Тёмных Землях. Максимальный уровень сокращён со 120 до 60[15], а также добавлено бесконечное процедурно генерируемое подземелье[16].
- Dragonflight, вышедшее 28 ноября 2022 года. События дополнения происходят на Драконьих островах, само дополнение посвящено драконьим стаям и пяти аспектам драконов. Максимальный уровень был поднят с 60 до 70. Была добавлена новая игровая раса драктиров, доступных для обеих фракций, также добавлен новый класс «пробудитель», доступный только для драктиров. На карте Азерота появился новый континент — Драконьи острова, также было добавлена локация — Изумрудный сон.
- The War Within, вышедшее 26 августа 2024 года. События дополнения происходят на континенте Каз-Алгар. Максимальный уровень был поднят с 70 до 80. Была добавлена новая игровая союзная раса земельников, доступных для обеих фракций. Динамические полеты из Dragonflight распространились на большинство летающих транспортных средств. Начиная с 71-го уровня, героям стали доступны героические таланты. В игре появился новый режим «Вылазки», по механике схожий с Торгастом из Shadowlands и островными экспедициями из Battle for Azeroth.

### Hearthstone: Heroes of Warcraft
Hearthstone (ранее называвшаяся Hearthstone: Heroes of Warcraft) — коллекционная карточная онлайн-игра по мотивам вселенной Warcraft, разработанная компанией Blizzard Entertainment и распространяемая по модели free-to-play. Игра выпущена для персональных компьютеров 11 марта 2014 года[3]. Позже она была портирована на платформы iOS и Android[5][7].

#### Warcraft: Heroes of Azeroth
Warcraft: Heroes of Azeroth (WHoA; с англ. — «Военное ремесло: Герои Азерота») — компьютерная игра, анонсированная Blizzard Entertainment 1 апреля 2007 года.
Объявление и сопровождающая его страница-тизер были розыгрышем, затеянным для того, чтобы продолжить тему первоапрельских шуток.
Скриншоты и информация, предоставленные на странице-тизере WHoA, происходят от Warcraft III, игры, выпущенной несколькими годами ранее. Шутка имела цель позабавиться над многими игроками World of Warcraft, которые ничего не знают о стратегических корнях этой игры. Изображение коробок вымышленной игры соответствует четырём вариантам изображения коробок игры Warcraft III: Reign of Chaos, за исключением больших логотипов WHoA, размещённых поверх оригинальных логотипов.
2 апреля 2007 года Blizzard на своём сайте подтвердила, что Warcraft: Heroes of Azeroth была первоапрельской шуткой, наряду с Tinfoil Hat и Black Temple Attunement Chart, обозначив это сообщение иконками Blizzard и соответствующим цветом текста в своих форумах.

### Настольные игры
- Warcraft: The Roleplaying Game — кампания для ролевой игры Dungeons & Dragons третьей редакции[18]. Позднее вышло исправленное и дополненное издание World of Warcraft RPG[19].
- Warcraft: The Board Game — разработана компанией Fantasy Flight Games. Предназначена для компании от двух до четырёх игроков. Каждый игрок командует армией одной из рас. Условия победы и специфические правила описаны в сценариях, по которым происходит конкретная партия. Позднее к игре было выпущено дополнение Warcraft: The Board Game Expansion Set.
- World of Warcraft: The Board Game — выпущена компанией Fantasy Flight Games в 2005 году[20]. Предназначена для компании от двух до шести игроков. В 2006 году вышло первое дополнение Shadow of War, а в 2007 году второе дополнение The Burning Crusade.
- World of Warcraft: The Adventure Game — разработана компанией Fantasy Flight Games. Предназначена для компании от двух до четырёх игроков. Каждый игрок представлен фигуркой и набором специализированных карт. Игроки выполняют задания, сражаются с монстрами и героями других игроков[21]. К базовому комплекту игры можно докупать дополнения (World of Warcraft: The Adventure Character Pack Expansions).

### Коллекционные карточные игры
World of Warcraft Trading Card Game — коллекционная карточная игра, аналог Magic: The Gathering во вселенной Warcraft. Разрабатывался компанией Upper Deck Entertainment. Игра основана на модификации механики Vs. System, по правилам которой Upper Deck Entertainment также выпускает коллекционную карточную игру по вселенным Marvel Comics, DC Comics и Хеллбоя.
Карты игры делятся на несколько типов:
- Карта героя, которая представляет игрока и при «смерти» которой игрок выбывает. Каждый герой обладает своим классом, определёнными способностями и оружием, может призывать определённых союзников.
- Карты оружия, брони и способностей героев.
- Карты зон, выступающие как карты ресурсов.
- Карты союзников — персонажей, сражающихся на стороне героя.
- Карты заданий, являющиеся картами ресурсов, но с определённым заданием, выполнив которое игрок получает определённую награду.
- Карты добычи, скретч код на которых позволяет получить в World of Warcraft уникальный внутриигровой предмет.

Существует возможность игры как «каждый сам за себя», так и «команда на команду».
Выпущено несколько стартовых колод и соответствующих серий бустеров:
- World of Warcraft TCG: Heroes of Azeroth (25.10.2006);
- World of Warcraft TCG: Through the Dark Portal (11.04.2007);
- World of Warcraft TCG: Fires of Outland (22.08.2007);
- World of Warcraft TCG: March of the Legion (21.11.2007[23]);
- World of Warcraft TCG: Servants of the Betrayer (1.04.2008[24]);
- World of Warcraft TCG: Hunt for Illidan (1.07.2008[25]);
- World of Warcraft TCG: Drums of War (28.10.2008[26]);
- World of Warcraft TCG: Blood of Gladiators (24.03.2009[27]);
- World of Warcraft TCG: Fields of Honor (30.06.2009[28]);
- World of Warcraft TCG: Scourgewar (24.11.2009[29]).

По отдельным правилам проводятся рейды для нескольких игроков:
- World of Warcraft TCG: Onyxia’s Lair (6.12.2006);
- World of Warcraft TCG: Molten Core (30.05.2007);
- World of Warcraft TCG: Magtheridon’s Lair (9.01.2008).

В феврале 2010 года Upper Deck сообщила, что в связи с падением уровня продаж компания приняла решение прервать сотрудничество с Blizzard Entertainment, отказаться от продления лицензии на серию карточных игр World of Warcraft TCG. На официальном форуме Blizzard Entertainment представитель компании подтвердил эту информацию, заверив, что поддержка TCG будет осуществляться вне зависимости от этого силами другого издателя.
В марте того же года компания Cryptozoic Entertainment сообщила о приобретении лицензии от Blizzard Entertainment и намерении выпустить новый набор игральных карт.

## Книги
- Warcraft: Архив
  - Warcraft: День дракона — Автор: Ричард А. Кнаак (2001[33]). В конце Второй войны маг Ронин отправляется в земли Каз Модана, где орки смогли взять под свой контроль красных драконов и направить их против других рас Азерота.
  - Warcraft: Повелитель кланов — Автор: Кристи Голден (2001). Сюжет книги должен был стать основой одноимённой игры[34]. Книга рассказывает о Тралле — орке, который, сбежав из рабства, впоследствии становится вождём Орды.
  - Warcraft: Of Blood and Honor — Автор: Крис Метзен, один из создателей вселенной Warcraft[34] (2001). Главный герой книги — паладин Тирион Фордринг оказывается спасён орком, представителем расы, которую Тирион считает жестокой и порочной, что заставляет паладина поменять его взгляды на жизнь.
  - Warcraft: Последний Страж — Автор: Джефф Грабб (2001). Книга рассказывает о Медиве, величайшем маге ордена хранителей Тирисфаля, борющегося против Пылающего Легиона.
- Warcraft: Трилогия: Война Древних — Автор: Ричард А. Кнаак (2004—2006). Трилогия о первом вторжении Пылающего Легиона в Азерот.
  - Источник Вечности.
  - Душа Демона.
  - Раскол.
- Warcraft: Трилогия Солнечного Колодца — комикс в трёх частях, нарисованный Чже Хван Кимом по сюжету писателя Ричарда А. Кнаака (2005—2006). Синий дракон Кэйлек по поручению лидера синих драконов Малигоса пытается найти солнечный источник (источник энергии эльфов Кель’Таласа), пропавший во время Третьей войны.
- World of Warcraft: Круг ненависти — Автор: Кейт Р. А. ДеКандидо (2006). Участившиеся нападения на земли Дуротара говорят, что люди хотят возобновить войну с орками. Теперь Джайна и Тралл должны предотвратить беду прежде, чем старая ненависть вспыхнет с новой силой, иначе Калимдор погрузится в ещё одну кровопролитную войну.
- World of Warcraft: Хроники Войны:
  - World of Warcraft: Восхождение Орды — Автор: Кристи Голден (2006). Книга повествует о том, как Кил’джеден привёл в движение череду событий, в результате которого дренеи были практически изничтожены, а кланы орков объединились в единую непобедимую и безжалостную силу разрушения.
  - World of Warcraft: Потоки Тьмы — Автор: Аарон С. Розенберг (2007). События книги разворачиваются в сюжетных линиях одноимённой игры. Альянс и потоки тьмы Орды, которые вторглись в Азерот, вновь сражаются за планету.
  - World of Warcraft: По ту сторону Тёмного Портала — Авторы: Аарон С. Розенберг и Кристи Голден (2008). Орк-шаман Нер’зул становится вождём Орды и открывает Тёмный Портал. Армия Альянса проникает в Дренор для уничтожения жестокой расы орков.
- World of Warcraft: Ночь дракона — Автор: Ричард А. Кнаак (2008). В Грим Батоле вновь пробудилось зло. Супруг королевы драконов Алекстразы, Кориалстраз, вновь берётся за спасение мира. Вместе с магом Ронином и Верисой Ветрокрылой он спускается в жуткие пещеры Грим Батола.
- World of Warcraft: Артас: Возвышение Короля-лича — Автор: Кристи Голден (2009). Роман рассказывает о жизни Артаса Менетила, об отношениях с очаровательной волшебницей Джайной Праудмур и об ужасной судьбе молодого принца.
- World of Warcraft: Ярость Бури — Автор: Ричард А. Кнаак (2010). Главный герой книги ночной эльф-друид Малфурион Ярость Бури пытается распутать тайны Изумрудного Кошмара, ужасного уголка в Изумрудном Сне, который сводит существ с ума.
- World of Warcraft: Раскол: Прелюдия к Катаклизму — Автор: Кристи Голден (2010). Сюжет книги описывает события, происходящие перед Катаклизмом.
- World of Warcraft: Тралл: Сумерки Аспектов — Автор: Кристи Голден (2011). Изера — Аспект зелёных драконов просит Тралла о помощи. Бывший вождь Орды, ныне шаман Служителей Земли пытается помочь четырём Аспектам и сделать их единым целым для борьбы с ужасным драконом — Хромагусом.
- World of Warcraft: Волчье сердце — Автор: Ричард А. Кнаак (2011). Сюжет разворачивается вокруг королевства воргенов Гилнеасе и короле Генне Седогриве.
- World of Warcraft: Джайна Праудмур: Приливы войны — Автор: Кристи Голден (2012). Знаменитая волшебница Джайна Праудмур продолжает свои давние попытки наладить отношения между Ордой и Альянсом. Но нарастающие разногласия приближают две стороны к открытой войне, которая грозит уничтожить появившийся хрупкий союз.
- World of Warcraft: Вол’джин: Тени Орды — Автор: Майкл Стакпол (2013). Вол’джин — храбрый тёмный охотник и лидер племени Тёмного Копья, благодаря своим хитрости и уму он стал верным союзником для бывшего вождя Тралла. Но сейчас Тени Орды преследуют Вол’джина вплоть до затерянного континента Пандарии. Именно там будет испытана преданность вожака троллей, когда член его же фракции попытается его убить…
- World of Warcraft: Иллидан — Автор: Уильям Кинг (2016). Охота Майев Песнь Теней за Иллиданом, отношения Иллидана с Пылающим Легионом, раскрытие истинных мотивов Иллидана в захвате Запределья, появление иллидари.
- World of Warcraft: Варкрафт: Хроники. Энциклопедия в трёх томах:
  - Том 1 — Автор: Крис Метцен, Мэтт Бернс, Роберт Брукс (2016). Большая энциклопедия, описывающая историю зарождения вселенной и Азерота в частности вплоть до открытия Тёмного Портала.
  - Том 2 — Автор: Крис Метцен, Мэтт Бернс, Роберт Брукс (2017). История про гибель Дренора, Орду и Альянс.
  - Том 3 — Автор: Крис Метцен, Мэтт Бернс, Роберт Брукс (2018). Повествует о Третьей войне и переходит к событиям классического World of Warcraft. Основной материал книги ориентирован на Warcraft III.
- World of Warcraft: Перед бурей — Автор: Кристи Голден (2018). События происходят после кульминации сюжета обновления «Тени Аргуса». Эта история расскажет о том, что ожидает героев Орды и Альянса после их противостояния Пылающему Легиону.
- World of Warcraft: Восход теней — Автор: Мэделин Ру (2020). События, участниками которых станут желающие спасти Бвонсамди Зекхан и Таланджи, позволят им обрести себя и сплотить силы Орды в преддверии схватки с тьмой.

## Фильм
В мае 2006 года компания Legendary Pictures приобрела право на съёмку фильма по мотивам серии Warcraft. Legendary Pictures должна была работать над этим проектом совместно с Blizzard. Место режиссёра фильма некоторое время занимал Сэм Рэйми, но в 2013 году его сменил Данкан Джонс. Фильм посвящён первому столкновению между людьми и орками, то есть событиям игры Warcraft: Orcs & Humans, при этом включая в себя и персонажей из Warcraft II: Tides of Darkness и показывая обе стороны конфликта — Альянс и Орду — как героев, не отдавая предпочтения какой-то одной стороне. Главные роли в фильме сыграли Трэвис Фиммел (командующий Андуин Лотар), Бен Фостер (Медив) и Тоби Кеббелл (Дуротан). Съёмки проходили с января по май 2014 года, а выход фильма на экраны состоялся 25 мая 2016 года. Фильм получил в англоязычной прессе преимущественно негативные отзывы; он провалился в североамериканском прокате, хотя и смог избежать полного провала за счёт высоких сборов в других странах, в первую очередь Китае.

## Художественное содержание
Вселенная Warcraft включает множество миров, объединённых хаотической воронкой, которая носит название Круговерть Пустоты. Переход между мирами можно осуществить с помощью порталов. Описанная история вселенной охватывает более 10 тысячелетий.
Первой разумной расой, упоминаемой в официальной истории вселенной Warcraft, являются титаны — возникшие как «души миров», которые, с целью поиска своих братьев, упорядочивают миры, пытаясь пробудить в них «душу мира» — своих братьев. Они оберегают упорядоченные ими миры от многочисленных демонических существ, стремящихся уничтожить жизнь во вселенной. Саргерас — гигант из литой бронзы — многие тысячи лет уничтожал демонических существ, однако разочаровался в своих братьях и сёстрах из-за их нерешительности во время принятия тяжёлого решения. Чтобы завершить то, что задумал, он обращается к своим врагам — демоническим сущностям, и, подчинив их волю себе, он создаёт Пылающий Легион, целью которого является очищение Великой Запредельной Тьмы (аналог Вселенной) от проявлений высшей Тьмы и Повелителей Бездны, абстрактных сущностей с желанием известить всю Великую Запредельную Тьму.

### Мир Азерот

Карта мира Азерот из компьютерной игры World of Warcraft

Азеро́т представляет собой планету, напоминающую Землю. Большая часть описанных событий вселенной Warcraft происходит именно на ней.
Мир Азерота включает в себя следующие континенты: Восточные королевства, Калимдор, Нордскол, Пандария, Расколотые острова, Зандалар, Кул-Тирас, Драконьи острова и прилегающие к ним участки суши. Массив Восточных королевств включает в себя 2 субконтинента — южный (на нём находятся государства Штормград и Каз Модан) и северный (Лордерон, Гилнеас и Кель’Талас). На Азероте имеются 3 крупных острова: Кезан (родина гоблинов), Затерянные острова и Скитающийся остров — все они находятся между Пандарией и Водоворотом, однако Скитающийся остров не нанесён на карту мира, так как является гигантской черепахой по имени Шэнь-Цзынь Су, которая находится в постоянном движении по Великому морю. Между всеми континентами находится Великое море, с востока Калимдор омывает Сокрытое море, Восточное королевство с запада — Зловещее море. По центру Великого моря находится бесконечный водоворот, за которым расположен подводный город Назжатар, столица наг. В древности Азерот состоял только из одного континента с озером сверкающей энергии, позже названным Колодцем Вечности, в центре. Когда Колодец взорвался в конце Войны Древних, этот континент раскололся, и мир принял существующий облик.

Карта Калимдора

Карта Восточных Королевств

Азерот — родина троллей, эльфов (кал’дорай, син’дорай и кель’дорай) дворфов, гномов, наг, людей, пандаренов, тауренов, гоблинов, драконов и других малых народов.

#### История Азерота
В древности на Азероте жили элементали, в один момент из Великой Тьмы явились Древние боги, с которыми они воевали. Когда Древние боги победили, главные элементали поклялись служить им. Армиями Древних богов командовали самые сильные элементали — Рагнарос Повелитель Огня, Теразан Мать-Скала, Ал’Акир Повелитель Ветра и Нептулон Хозяин Приливов.
После прихода армий титанов (сами титаны не приходили в этот мир, а лишь следили за ним) и битвы с ними все четверо командиров армий древних богов были побеждены, а титаны начали изменять ландшафт планеты и создавать разумных существ (в их числе врайкулов, дворфов и пр.). Они заключили договор с великими существами — драконами — об охране Азерота. Титаны наделили драконов уникальными способностями. Лидер титанов Аман’тул, брат Саргераса, выбрал бронзового дракона Ноздорму и сделал его защитником времени, рока и судьбы. Титан Эонар избрала красного дракона Алекстразу и сделала её защитницей всех живых существ. Также Эонар избрала зелёного дракона Изеру, младшую сестру Алекстразы, для контроля человеческого безумия из её королевства Изумрудного Сна. Титан Норганнон избрал голубого дракона Малигоса для защиты магии. Титан Каз’горот избрал чёрного дракона Нелтариона для охраны земли.
После этого титаны ушли, оставив драконов на защиту Азерота. Однако Древние боги свели Нелтариона с ума своим шептанием, и он предал других драконов во время одной из битв Войны Древних. Позже Нелтарион стал известен под именем Смертокрыл Разрушитель.
За десять тысяч лет до Первой войны в Азероте существовал лишь один континент Калимдор. Его населяли тролли, первоначально принадлежавшие к одному племени Зандалар, которые начали строить свои империи. Самые крупные из них — империя Гурубаши и империя Амани. Общим врагом двух империй троллей была империя разумных насекомых Азж’Акир, позже под их давлением расколовшаяся на 2 города-государства Азжол-Неруб и Ан’Кираж.
Одно из племён троллей поселилось в джунглях вокруг Колодца Вечности, привлечённое потоками его энергии. Энергия Колодца изменила их, сделав сильными, мудрыми и фактически бессмертными. Племя стало называть себя «Кал’дорай», что в переводе с дарнасского означало «дети звёзд». Они поклонялись богине Элуне и являлись предками ночных эльфов, высших эльфов, эльфов крови и наг. Любопытство кал’дорай привело их к Кенарию, научившему племя любить и почитать природу, жить в гармонии с ней.
Кал’дорай быстро стали притеснять троллей и в итоге, на территории, где в древности находился Колодец Вечности, развили свою огромную магическую империю.
Королева ночных эльфов Азшара построила на берегах Колодца Вечности дворец, в котором жили приближённые к ней эльфы. Она называла их «кал’дорай» или «высокорождённые». Несмотря на то, что королева была любима всеми, ночные эльфы тайно презирали высокорождённых. Позже Азшара и высокорождённые стали изучать энергию Колодца. Они быстро поняли, что больше не нуждаются в примитивной друидической магии своих соплеменников. Не слушая советы Кенария, Азшара и её эльфы продолжили изучать энергию Колодца и экспериментировать с ней, превратившись в надменных и высокомерных существ.
Всплески энергии привлекли внимание Саргераса и Пылающего Легиона. Азшара и её сподвижники быстро пали жертвами Саргераса, находясь в экстазе от своей магии. Азшара разрешила Саргерасу войти в Азерот, а высокорождённые стали почитать его как бога. После всех приготовлений, Саргерас начал вторжение в Азерот. Армия под предводительством Маннорота и Архимонда сметала всё на своём пути.
Малфурион Ярость Бури, сторонник друидической магии, и его брат Иллидан, один из высокорождённых, с помощью жрицы Тиранды разыскали Кенария и попросили его о помощи. Кенарий пробудил высших существ, животных-полубогов: Агамагган — гигантский вепрь, Торга — бог-черепаха, Малорн — белый олень, Авиана — богиня-ворон, Ло’Гош — бог-волк и аспектов драконов. Во время битвы безумие охватило Нелтариона, и он предал своих братьев и сестёр. В это же время Азшара и сильнейшие из высокорождённых пытались открыть портал для Саргераса.

Нордскол

Малфурион для того чтобы сорвать планы Азшары принял решение уничтожить Колодец Вечности. На его месте образовался вечный водоворот. Азшара и её последователи были затянуты внутрь водоворота и под влиянием древнего бога Н’Зота превратились в наг. На дне водоворота они построили город Назжатар и стали восстанавливать свою силу, чтобы вернуться на поверхность Азерота.
После войны эльфы разделились на две группы — ночных эльфов, приверженцев друидической магии, и высших эльфов, части бывших приближённых королевы Азшары, практиковавших магию и поддержавшей вторжение Пылающего Легиона. Позже высшие эльфы были изгнаны из земель ночных эльфов. Они поселились на севере Лордерона и создали своё собственное могущественное государство — Кель’Талас. Но здесь до сих пор была весьма влиятельна империя Амани, и вскоре две совершенно противоположные культуры сошлись в битвах, позднее названных Войны троллей. В конце Войн троллей высшие эльфы объединились с людьми рода Арати, и после битвы троллей и эльфов получилось два народа и одно разрозненное государство.

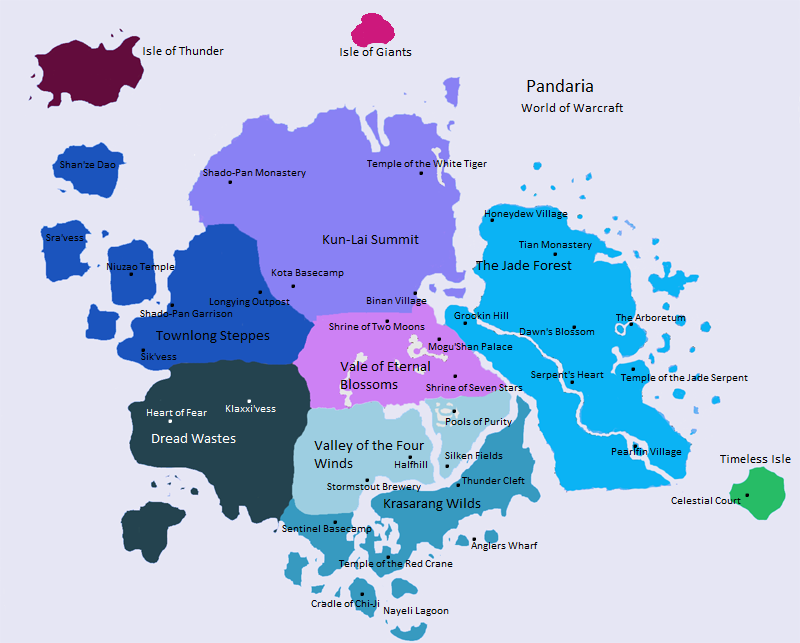
Пандария

Тем временем в мире Дренор эредар Кил’джеден привлёк на свою сторону орочего колдуна Гул’Дана и заставил ранее мирных и даже дружелюбных орков пойти войной на Азерот. Эта война была задумана для того, чтобы ослабить защитников Азерота перед вторым вторжением Пылающего Легиона. Оркам удалось взять и уничтожить множество городов людей, в том числе Штормград. Выжившие люди отступили в северное королевство Лордерон и там создали Альянс Лордерона. Лидеры семи наций людей объединились перед общим врагом. К альянсу также присоединились дворфы, гномы и высшие эльфы. Орда, в свою очередь, привлекла на свою сторону троллей и привела с Дренора огров. Однако в результате раскола в стане Орды орки и огры в Азероте были повержены и заключены в резервации.
С целью реванша лидеры Пылающего Легиона, используя заточённого на Ледяном Троне Короля Мёртвых, создали карательную Армию Плети и вторглись в пределы Лордерона. В то же время, часть оставшихся в Азероте орков объединилась под предводительством Тралла и отплыла в Калимдор. Там орки неожиданно нашли новых союзников в лице народа тауренов. После того, как принц Артас Менетил обнаружил меч Фростморн, он стал подданным Короля Мёртвых, после чего убил собственного отца. Лидер Легиона Тихондрий уговорил его присоединиться к ним и втянуть Кель’Талас и Лордерон в войну. Во главе Плети Артас уничтожил множество городов, включая Луносвет, осквернил Солнечный Колодец и уничтожил почти всех высших эльфов. Так началась Третья война. Только объединившись, армии ночных эльфов, орков, троллей Чёрного Копья, тауренов, дворфов и людей смогли дать отпор Пылающему Легиону и уничтожить демона Архимонда. Позже, в результате заклятья, прочитанного Иллиданом, Король Мёртвых утратил контроль над частью нежити, которая под предводительством убитой Артасом эльфийки Сильваны Ветрокрылой отделилась от Плети и стала называться народом Отрёкшихся.

### Мир Дренор

Карта разрушенного мира Дренор (Запределья) World of Warcraft

Дрено́р — это суровый мир, озарённый красноватым светом. До разрушения Запределье было очень похоже на Азерот. После разрушения оно было затянуто в Круговерть Пустоты. У Запределья больше не было солнца, но была луна, находившаяся намного дальше, чем до разрушения этого мира. Орки назвали её «Бледной Госпожой». Вода может показаться грязной, но это не так: эта планета вполне способна поддерживать жизнь. Это родина орков, а также других рас — огров, дренорских гигантов, араккоа (птицелюдей), гроннов и убежище для дренеев — эредаров, бежавших от власти Саргераса из своего родного мира Аргус. Из Запределья армии орков вторгались в Азерот через разлом в ткани вселенной, называемый Тёмным Порталом. Силы, вызванные открытием этого и других порталов, привели к тому, что мир развалился на несколько островов и обломков суши, которые дрейфуют независимо друг от друга. Эти обломки соединены цепями, вдоль которых различные существа перелетают или же перепрыгивают с обломка на обломок.
Ранее орки построили множество чёрных крепостей вокруг своей земли, и некоторые из них стоят до сих пор. Войска Пылающего Легиона разбили здесь свои лагеря и осквернили коммуны дренеев, разбросанные вокруг островов.
Раньше Запределье отличалось сравнительно тёплым климатом. Его поверхность практически полностью была покрыта прериями и лесами из деревьев, напоминавших гигантские грибы. Цвет неба менялся от оранжевого к красному. Орки, исповедовавшие шаманские культы, под влиянием шамана (позже ставшего чернокнижником) Гул’дана попали под влияние Пылающего Легиона и начали использовать чёрную магию, что привело к порче целого мира. Постепенно прерии исчезли, уступив место красным пустошам. Мир медленно умирал.
После разрушения Запределья мало кто остался в живых из числа дренеев, а остатки были в дальнейшем изуродованы орками Скверны, возглавляемыми Владыкой Преисподней Магтеридоном, который окончательно покорил остатки мира. Вред, нанесённый Запределью, изменил реальность и время в нём.
Магтеридон правил Запредельем из Чёрного храма с помощью своих преданных помощников, известных как Повелитель Боли и Госпожа Страданий. Из его стальной хватки мир был вырван лишь Иллиданом, эльфами крови и нагами.

### Мир Аргус

Аргус

А́ргус — родина эредаров и отделившихся от них дренеев. Аргусом правил триумвират могущественнейших магов-эредаров. Это были Кил’джеден, Архимонд и Велен. Достоверно известно, что на планете были холодные горы Кааринос и множество городов с одарёнными магами, а самым священным из них была столица Мак’Ари. Согласно легендам, это был город, устланный драгоценностями и испещрённый реками-каналами, сверкающими даже ночью.
Приблизительно 25 тыс. лет назад к этой могущественной расе эредаров явился падший титан Саргерас, который предложил им присоединиться к его Пылающему Легиону и стать повелителями множества миров. Архимонд и Кил’джеден были готовы сразу согласиться, но Велен сомневался в истинных намерениях чужака. Затем он получил видение, в котором увидел будущее эредаров, согласившихся стать частью Легиона — они превратятся в демонов. Велен попытался предупредить об этом своих братьев, но те были уже опьянены мечтами о власти, и Велен понял, что с этого момента потерял их. В отчаянии он попросил помощи у небес, и ему ответили наару.
Наару являются врагами Легиона и сторонниками Света. Они втайне собирают все расы, противящиеся Саргерасу, чтобы однажды создать единую непобедимую Армию Света. Велен согласился присягнуть на верность Свету, если Наару помогут его народу. В назначенный час Велен собрал горстку единомышленников и едва успел бежать от сил Кил’джедена, который уже превратился в демона и считал Велена предателем своей расы.
Кил’джеден, Архимонд и все остальные оставшиеся эредары Аргуса стали частью Легиона.
В ходе событий дополнения Legion Велен, Иллидан, Кадгар и герои Азерота отправились на Аргус с целью окончательного уничтожения Пылающего Легиона. В Анторусе они расправились с лидерами Легиона, а пантеон титанов, используя испорченную душу мира Аргуса, поместил Саргераса в заточение, следить за которым остался Иллидан.

### Мир К’ареш
К’аре́ш — мир с двумя солнцами и родина расы бесплотных эфириалов, которая странствует по Нижнему Вихрю. Планета была завоёвана армиями Владыки Пустоты Дименсиуса. В дополнении The War Within — К’ареш представлен расколотой на части планетой, на которой, тем не менее, всё ещё проживают эфириалы, стремящиеся сохранить последние нетронутые сегменты планеты под энергетическими эко-куполами. Игрокам предстоит оказать помощь оставшимся на планете эфириалам, собирая флору и фауну со всего Азерота, Дренора и Запределья, дабы поддерживать жизнеспособность эко-куполов.

### Мир Зорот
Зоро́т — пылающая адская планета, принадлежащая Пылающему Легиону, а именно натрезимам, то есть Повелителям Ужаса. Правит там владыка Хел’нурат. Зорот славится своими огненными демоническими лошадьми, которые используются в качестве транспорта.

### Мир Тёмные Земли
Тёмные Земли — кошмарные царства разложения, лабиринтные духовные планы, изобилующие душами мёртвых, ушедших из мира живых. Тёмные Земли существуют на грани реальности. Состоит из ковенантов существующих за счёт бесконечного устойчивого потока анимы из недавно умерших.

### Столичные города
- Дарнас — столица ночных эльфов, расположенная на мировом древе Тельдрассил в северо-западных пределах Калимдора. В ходе Войны шипов (перед событиями дополнения Battle for Azeroth) город вместе с мировым древом, на котором он располагался, был сожжён.
- Стальгорн — столица дворфов Каз Модана. Город построен внутри одной из гор заснеженной области Дун Морог.
- Оргриммар — столица орков, названная в честь бывшего вождя Орды Оргрима Молота Рока. Она расположена внутри глубокой извилистой расселины Дуротара.
- Штормград — столица одноимённого королевства людей, расположена в северной части Элвиннского леса.
- Громовой Утёс — столица тауренов, расположенная в Мулгоре на нескольких столбчатых утёсах, соединённых подвесными мостами.
- По́дгород — столица отрёкшихся, расположенная в подземелье бывшей столицы людей Лордерона. В ходе Войны шипов (перед событиями дополнения Battle for Azeroth) руины Лордерона были осаждены силами Альянса, в результате чего, чтобы не отдавать город врагу, он был весь заражён чумой.
- Экзодар — разбившийся космический корабль дренеев, ставший их столицей в Азероте.
- Луносвет — столица эльфов крови, частично разрушенная Артасом во время Третьей войны.
- Шаттрат — город-святилище в Запределье, основанная беженцами-эредарами, впоследствии ей стали править наару, а населять её стали беженцы из других миров.
- Даларан — столица магов Кирин-Тора. До дополнения Wrath of the Lich King Даларан располагался в Восточных королевствах, но вскоре маги Кирин-Тора перенесли Даларан в небо над землями Нордскола. На момент событий дополнения Legion Даларан перенесён в небо над Расколотыми островами.
- Гномреган — столица гномов захваченная троггами и лепрегномами. Отвоёван и частично восстановлен во время дополнения Cataclysm. Располагается в подземельях западной части Дун Морога.
- Острова Эха — столица троллей из племени Чёрного Копья. Представляет собой группу мелких островов у побережья Дуротара.
- Гилнеас — столица одноимённого королевства людей Гилнеас.
- Кезан — бывшая столица гоблинов Картеля Трюмных Вод. После начала катаклизма был разрушен извержением вулкана.
- Сурамар — столица ночнорождённых расположенная на Расколотых островах.
- Громовой Тотем — столица тауренов Крутогорья расположенная на Расколотых островах.
- Дазар’алор — столица империи троллей Зандалари.
- Тенегорн — столица дворфов Чёрного Железа. Город построен внутри вулкана Чёрной горы.
- Боралус — столица королевства людей Кул-Тираса.
- Мехагон — столица механогномов расположенная на одноимённом острове.
- О́рибос — центр Тёмных Земель.
- Вальдраккен — столица драконов расположенная на Драконьих островах.
- Дорногал — столица земельников с острова Дорн.

### Круговерть Пустоты
Кругове́рть Пустоты́ — астральный план между мирами, скопление хаотической магии. Круговерть Пустоты стала убежищем для демонических существ, откуда они проникли в миры титанов.
Наиболее точно следовало бы определить Круговерть как высшую грань бытия, где обитают могущественные существа. Круговерть не является синонимом космоса, поскольку есть сведения, что народы Азерота имели представление непосредственно о космосе. У гномов, например, были астролябии, они владели информацией о движении планет и звёзд, в том числе небесных тел за пределами Солнечной системы. Более того, у эльфов были телескопы для наблюдения за ночным небом. Пространство между звёздами и планетами называется «Великая потусторонняя тьма», или просто «Потусторонье». С другой стороны, Круговерть называлась иногда Пустотой, адским местом вне пространства и времени, как их понимают смертные, царством демонов, о которых Гул’дан говорит как о «давно мёртвых».